# Taka-shima
Taka-shima (高島) est une île située dans la préfecture de Tokushima, au Japon. Elle forme une partie de la ville de Naruto.

## Géographie

### Situation
Taka-shima, ou île de Shimada, est située dans le nord-est de la préfecture de Tokushima, sur l'île de Shikoku, au Japon. Avec Shimada-jima et Ōge-shima, elle forme la partie nord-est de la ville de Naruto. Elle est rattachée à l'île de Shikoku par le grand pont Konaruto,.

### Démographie
En 1996, la population de Taka-shima s'élevait à 2233 habitants, répartis sur une superficie de 2,63 km2,.

## Éducation
L'université d'éducation de Naruto a été construite à Taka-shima en 1981. Elle est officiellement devenue une université nationale en 2004,.

## Culture locale et patrimoine
Taka-shima perpétue une tradition de pêche à la sériole du Japon, de perliculture et de collecte de sel marin.